# Fruitland (Carolina del Nord)
Fruitland è un census-designated place (CDP) degli Stati Uniti d'America, situato nello stato della Carolina del Nord, nella contea di Henderson. Secondo il censimento del 2020 gli abitanti di Fruitland ammontavano a 2 257.

## Storia
Nel 1883 fu fondato un ufficio postale chiamato Fruitland, che rimase operativo fino al 1906. La comunità prese il nome dai frutteti di mele vicino al sito originario della città.